# Friedhof Bühlau

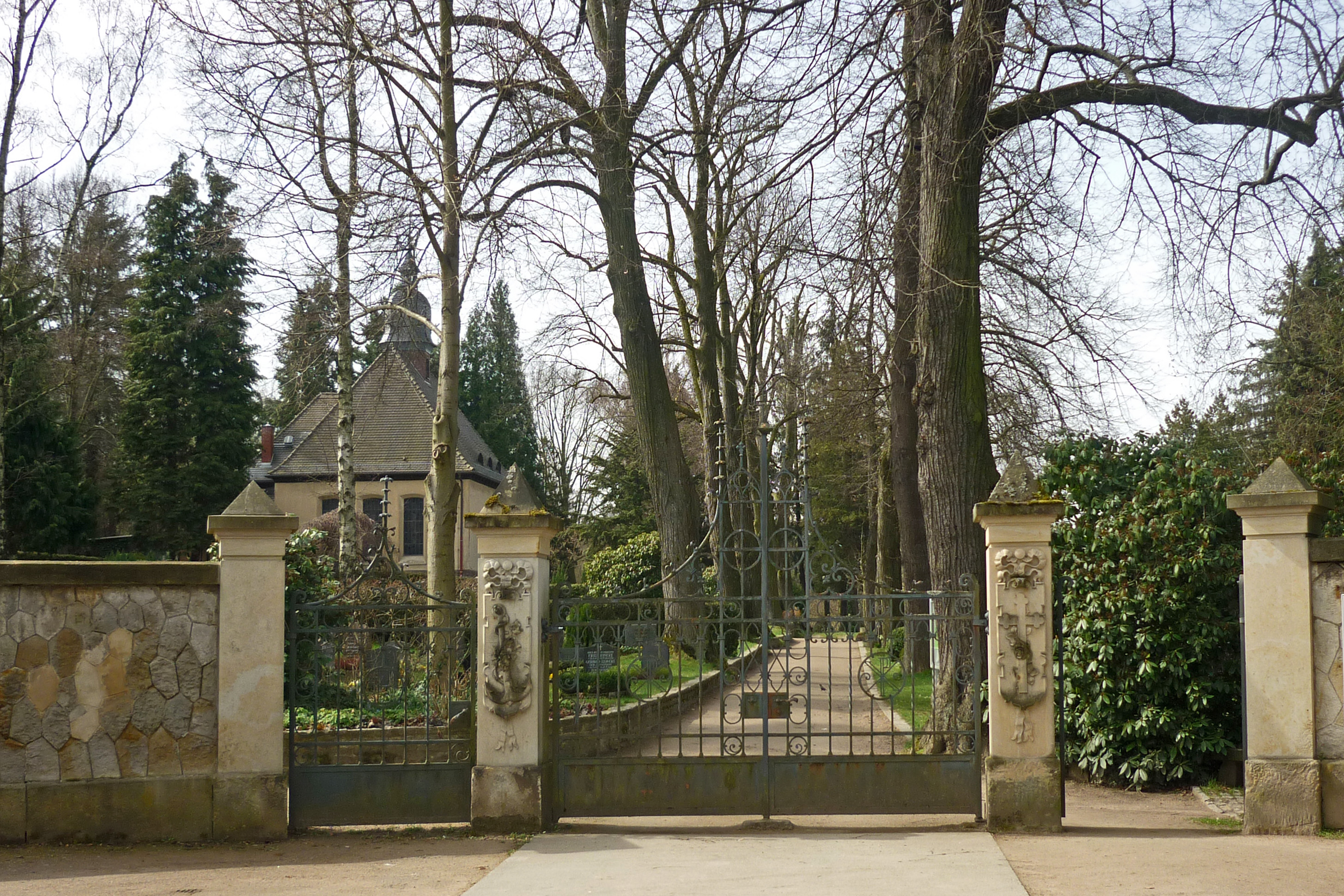
Eingang Friedhof Bühlau

Der Bühlauer Friedhof entstand im 19. Jahrhundert im heutigen Dresdner Stadtteil Bühlau nach den Plänen des Kirchenarchitekten Woldemar Kandler. Der Friedhof wurde gegründet, da die Gemeinde Bühlau stark gewachsen war. Der Friedhof ist denkmalgeschützt.

## Lage

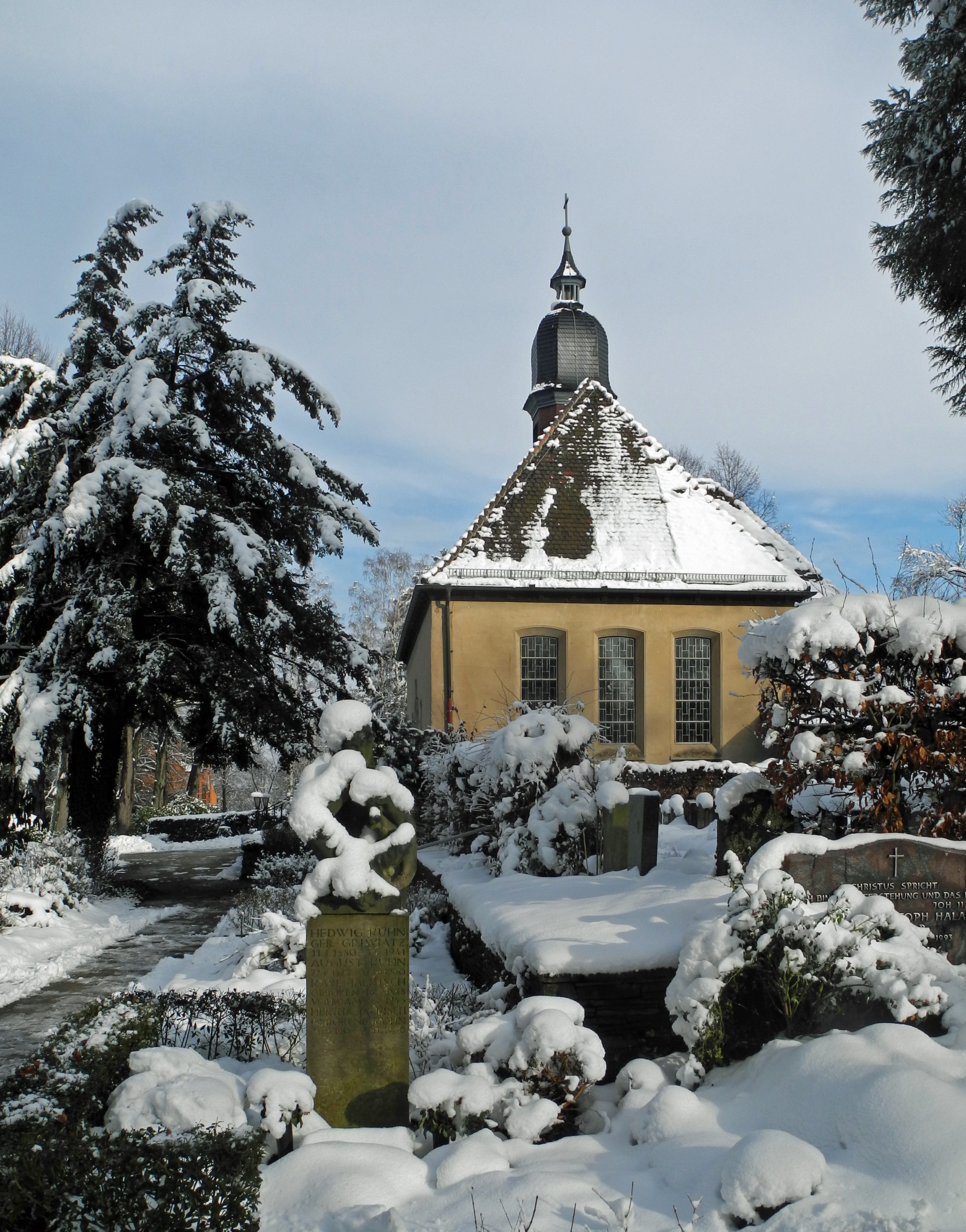
Kapelle Friedhof Bühlau

Der Friedhof Bühlau ist ein evangelischer Friedhof, der im gleichnamigen Dresdner Stadtteil Bühlau liegt. Er liegt entlang der Cunewalder Straße, ist jedoch unter der Anschrift Quohrener Straße 18 zu finden. In der Nähe findet man zudem das Gymnasium Dresden-Bühlau und den Ullersdorfer Platz.
Gut erreichbar ist der Friedhof (beispielsweise vom Dresdner Stadtzentrum aus) auch mit den öffentlichen Verkehrsmitteln. Die nächsten Haltestellen der Dresdner Verkehrsbetriebe sind Dresden-Cunewalder Straße für die Busse 61, 84, 226, 228 und 309, genauso wie Dresden-Ullersdorfer Platz an dem zusätzlich noch die Buslinie 229 und die Straßenbahnlinie 11 halten.

## Geschichte
1890 begann Bühlau mit regelmäßigen Gottesdiensten im Erdgeschoss des Gymnasiums Dresden-Bühlau. 1896 entschloss sich die Gemeinde dazu, ein eigenes Gotteshaus zu bauen. Ende des 19. Jahrhunderts entstand die St.-Michaels-Kirche für die gewachsene Gemeinde Bühlau mit ihren Ortsteilen Quohren und Neubühlau sowie den Nachbarorten Rochwitz und Gönnsdorf, die vorher in die Weißiger Kreuzkirche gepfarrt waren.
Zeitgleich mit der Kirche entstanden nach Plänen des Baumeisters Woldemar Kandler der Friedhof und eine kleine Friedhofskapelle. Der 47 Meter hohe Kirchturm wurde ebenfalls von Woldemar Kandler entworfen und am 29. Oktober 1899 geweiht. Genau nebenan befindet sich das Pfarrhaus, das 1990 erbaut wurde.

## Gräber bekannter Personen

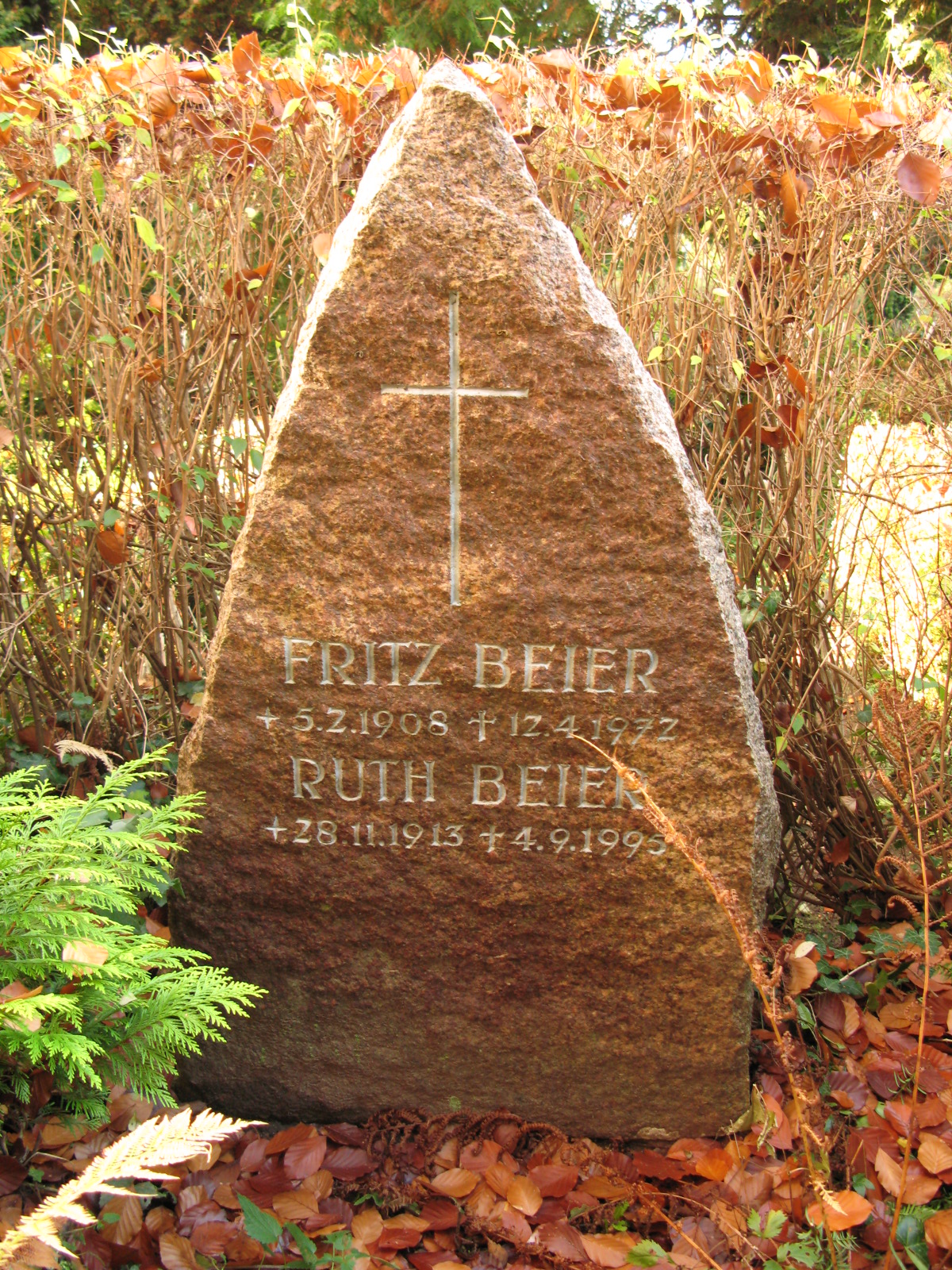
Grab von Oskar Fritz Beier in Dresden-Bühlau

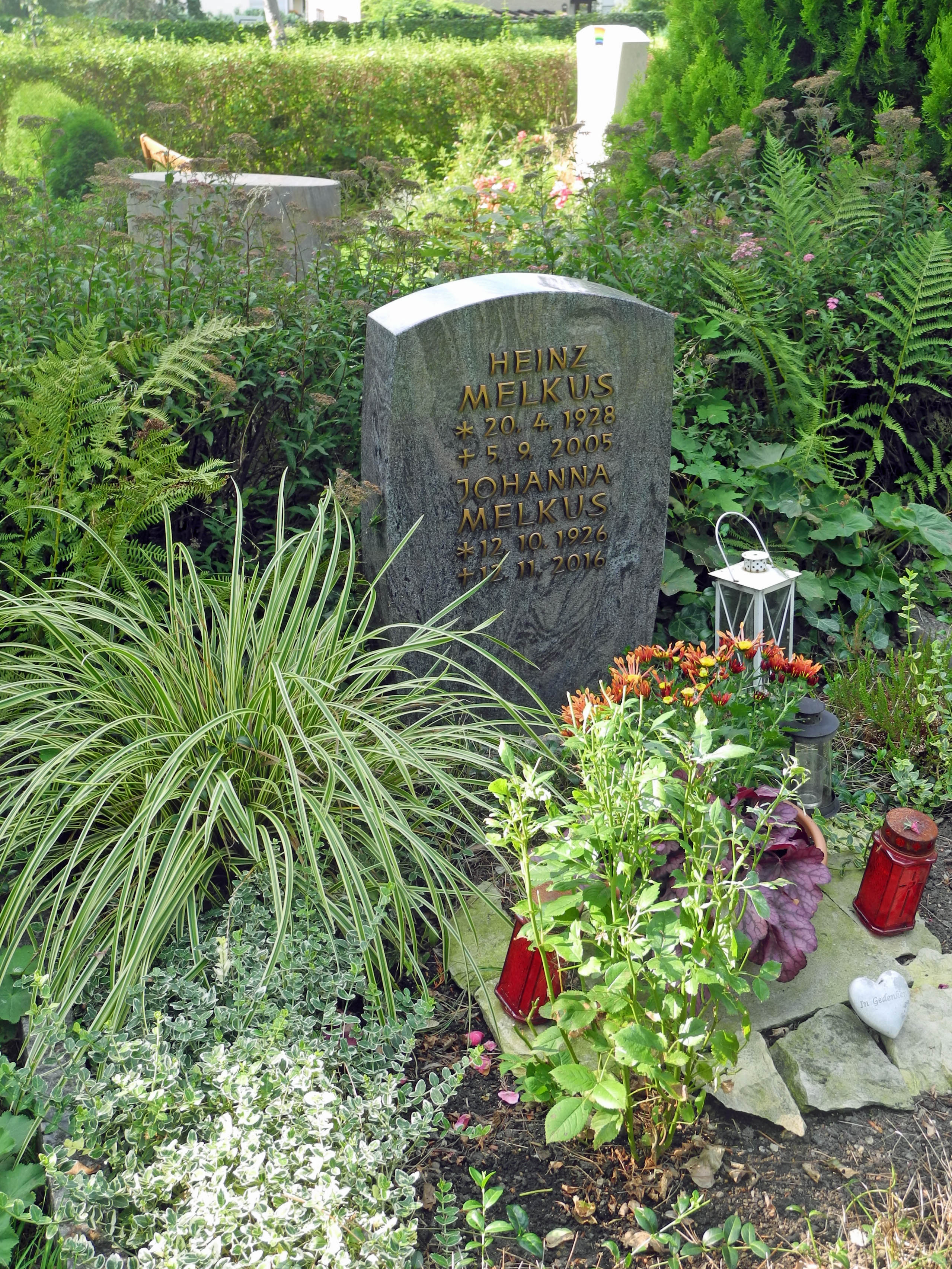
Grab von Heinz Melkus auf dem Bühlauer Friedhof

Die älteste Grabstelle von 1897 ist das Grab des Johann Ernst Kappler (1850–1897). Es kann heutzutage noch an der Nordmauer besichtigt werden.
An der Südostseite des Friedhofs besteht ein Gemeinschaftsgrab für zehn russische und vier französische Soldaten, welches im Jahr 1902 kurz nach der Eröffnung angelegt wurde. 
Der Bühlauer Friedhof ist Ruhestätte für bekannte Persönlichkeiten aus Dresden, Bühlau und Umgebung. Beigesetzt wurden unter anderem:
- Oskar Fritz Beier (1908–1972), Glasmaler
- Gottfried Brendel (1913–1965), Bauingenieur
- Rudolf Dittrich (1903–1990), Sänger und Musiker
- Günter Felkel (1921–2001), Schriftsteller
- Günter Heidel (1942–2013), Mediziner
- Hardwin Jungclaussen (1923–2019), Physiker
- Hans Kircheis (1908–1981), ehem. Rektor Diakonissenanstalt
- Julia Männchen (1939–2018), Alttestamentlerin
- Heinz Melkus (1928–2005), Automobilrennfahrer und Rennwagenkonstrukteur
- Karl Hans Pollmer (1911–1987), Mundartdichter
- Elfriede Rehbein (1929–2004), Verkehrswissenschaftlerin
- Martin Richter (1886–1954), Kommunalpolitiker
- Hermann Rühle (1924–1993), Mitarchitekt des Dresdner Fernsehturms
- Theo Schumann (1928–1990), Jazzmusiker
- Werner Straub (1902–1983), Psychologe

## Gestaltung
Der Bühlauer Friedhof ist 13.500 m² groß, womit er unter den Dresdner Friedhöfen eine mittlere Stellung einnimmt. An der Ost-, Nord- und Südseite ist das Gelände von Wandgrabstätten umgeben.
Auf dem Bühlauer Friedhof sind Erd- und Urnengrabstätten in Reihen- und Wahlgrabanlagen möglich. Bedeutend für das Gesamtbild ist eine alte Lindenallee, die sich quer durch den gesamten Friedhof zieht.
Auffällig ist, dass die Grabanlagen im Vordergrund des Friedhofes geometrisch angeordnet sind, während sie im hinteren Teil etwas freier und aufgelockerter scheinen.